# RKWard
RKWard je svobodné rozhraní pro statistický a programovací jazyk R. Vyvíjeno je pro prostředí KDE, ale lze ho používat i v dalších prostředích, existuje také port pro Windows.
Prostředí obsahuje nástroje jako konzole pro spouštění příkazů jazyka R, editor skriptů nebo průzkumník objektů. Z nabídek lze vyvolat dialogy pro analýzu dat, statistické testy a tvorbu grafů. Výstupy je možno exportovat.

## Historie verzí
| Číslo | Datum vydání    |
| ----- | --------------- |
| 0.5.5 | 19. března 2011 |
| 0.5.6 | 30. května 2011 |
| 0.5.7 | 23. října 2011  |
| 0.6.0 | 24. října 2012  |